# Kunstakademiet i Dresden
Kunstakademiet i Dresden (ty. Hochschule für Bildende Künste Dresden, HfBK Dresden eller HfBK) er et kunstakademi på højskoleniveau (ty. Hochschule) i Dresden, Tyskland.  
Akademiet blev grundlagt 1764 og har gennem årene spillet en betydelig rolle i europæisk kunst. Efter 1945 blev akademiet slået sammen med Hochschule für Werkkunst Dresden til Hochschule für Bildende Künste.
Kunstnere knyttet til akademiet omfatter blandt andre
- Gottfried Semper
- Ludwig Richter
- Carl Gustav Carus
- Johan Christian Dahl
- Kurt Schwitters
- Otto Dix
- George Grosz
- Caspar David Friedrich
- Oskar Kokoschka
- Gerhard Richter
- Sascha Schneider
- Johann Christian Schuch
- Hermann Wislicenus
- Fedor Flinzer